# Erebia euryale
La montañesa ribeteada (Erebia euryale) es un lepidóptero ropalócero de la familia Nymphalidae.
E. Euryale Esper, 1805.

## Distribución
Sierras de Europa desde el norte de España hasta los Balcanes, Urales y Península de Kanín. En la península ibérica se encuentra en la cordillera Cantábrica y Pirineos.

## Hábitat
Prados alpinos húmedos, con hierba abundante, a menudo asociada a pinares; áreas abiertas entre matorral en barrancos rocosos, zonas herbosas por encima de bosques. de 1200-2000 metros.

### Plantas nutricias
La oruga se alimenta de Anthoxanthum odoratum y Deschampsia cespitosa, Sesleria varia, Festuca ovina, Festuca rubra, Festuca alpina, Poa nemoralis, Carex flacca.

## Período de vuelo e hibernación
Univoltina, una generación entre finales de julio y mediados de agosto, según la altitud y la localización. El desarrollo larval transcurre durante dos temporadas.